# Mesves-sur-Loire
 (février 2021).
Mesves-sur-Loire est une commune française située dans le département de la Nièvre, en région Bourgogne-Franche-Comté.

## Géographie
Située le long de la Loire, la commune est reliée à Paris ou à Nevers par l'autoroute A77.

### Climat
Pour des articles plus généraux, voir Climat de la Bourgogne-Franche-Comté et Climat de la Nièvre.
En 2010, le climat de la commune est de type climat océanique dégradé des plaines du Centre et du Nord, selon une étude du Centre national de la recherche scientifique s'appuyant sur une série de données couvrant la période 1971-2000. En 2020, Météo-France publie une typologie des climats de la France métropolitaine dans laquelle la commune est exposée à un climat océanique altéré et est dans la région climatique  Centre et contreforts nord du Massif Central, caractérisée par un air sec en été et un bon ensoleillement. 
Pour la période 1971-2000, la température annuelle moyenne est de 11,1 °C, avec une amplitude thermique annuelle de 15,8 °C. Le cumul annuel moyen de précipitations est de 738 mm, avec 10,9 jours de précipitations en janvier et 7,5 jours en juillet. Pour la période 1991-2020, la température moyenne annuelle observée sur la station météorologique de Météo-France la plus proche, « Etrechy », sur la commune d'Étréchy à 22 km à vol d'oiseau, est de 11,5 °C et le cumul annuel moyen de précipitations est de 794,9 mm. 
La température maximale relevée sur cette station est de 40,6 °C, atteinte le 25 juillet 2019 ; la température minimale est de −15 °C, atteinte le 14 février 1991,,. 
Les paramètres climatiques de la commune ont été estimés pour le milieu du siècle (2041-2070) selon différents scénarios d'émission de gaz à effet de serre à partir des nouvelles projections climatiques de référence DRIAS-2020. Ils sont consultables sur un site dédié publié par Météo-France en novembre 2022.

## Urbanisme

### Typologie
Au 1er janvier 2024, Mesves-sur-Loire est catégorisée commune rurale à habitat dispersé, selon la nouvelle grille communale de densité à sept niveaux définie par l'Insee en 2022.
Elle est située hors unité urbaine. Par ailleurs la commune fait partie de l'aire d'attraction de La Charité-sur-Loire, dont elle est une commune de la couronne,. Cette aire, qui regroupe 4 communes, est catégorisée dans les aires de moins de 50 000 habitants,.

### Occupation des sols
L'occupation des sols de la commune, telle qu'elle ressort de la base de données européenne d’occupation biophysique des sols Corine Land Cover (CLC), est marquée par l'importance des territoires agricoles (48,2 % en 2018), en diminution par rapport à 1990 (50,5 %). La répartition détaillée en 2018 est la suivante : terres arables (42,7 %), forêts (40,4 %), prairies (4,9 %), zones urbanisées (4,3 %), eaux continentales (4,2 %), milieux à végétation arbustive et/ou herbacée (2,4 %), espaces ouverts, sans ou avec peu de végétation (0,6 %), zones agricoles hétérogènes (0,5 %). L'évolution de l’occupation des sols de la commune et de ses infrastructures peut être observée sur les différentes représentations cartographiques du territoire : la carte de Cassini (XVIIIe siècle), la carte d'état-major (1820-1866) et les cartes ou photos aériennes de l'IGN pour la période actuelle (1950 à aujourd'hui).

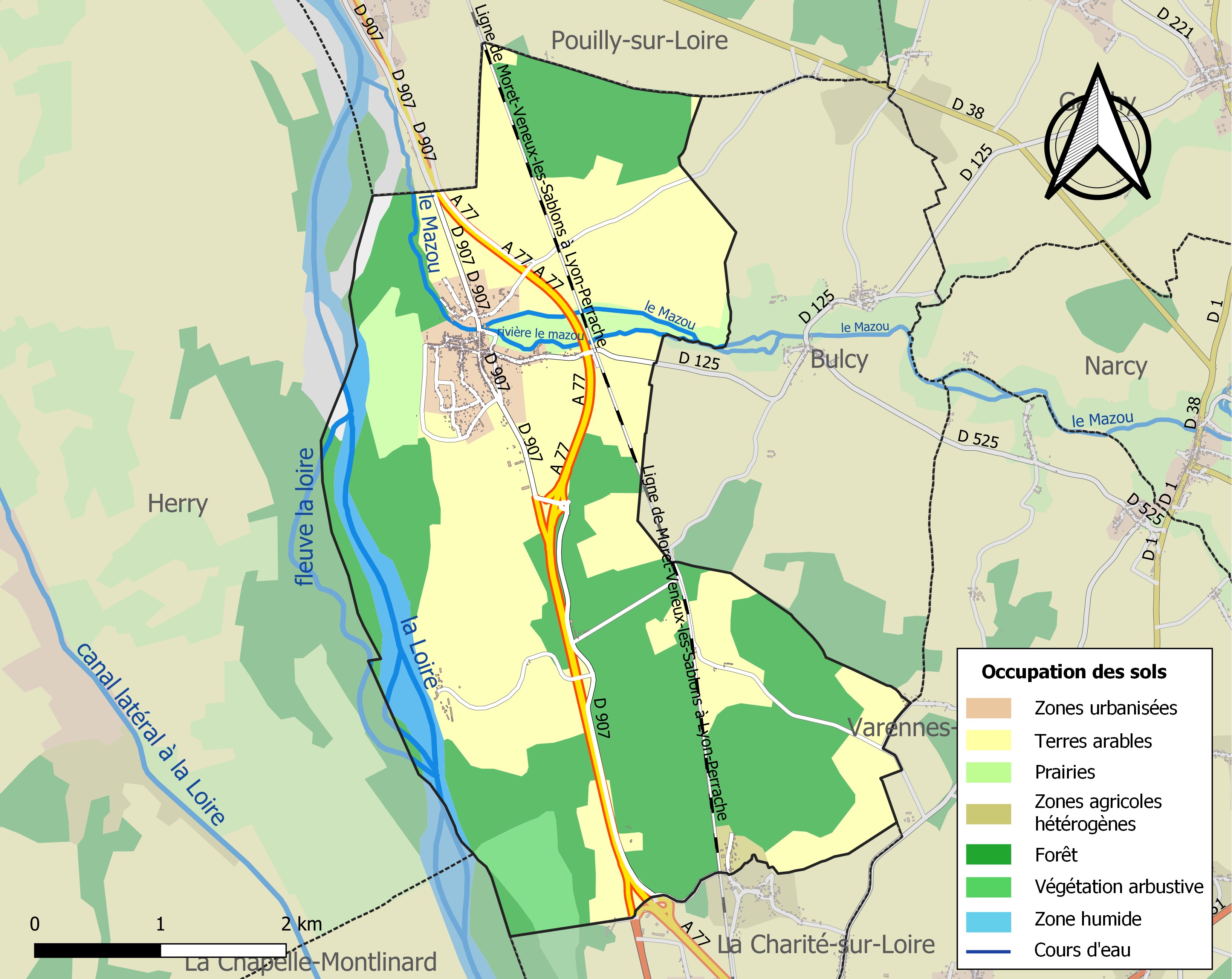
Carte des infrastructures et de l'occupation des sols de la commune en 2018 (CLC).

## Toponymie
Le nom de la commune dériverait du nom d’homme gaulois Massa et du suffixe gaulois -avum. On relève les formes suivantes du nom de la commune : Massava (IVe siècle), Massua (VIe siècle  et VIIe siècle), Meva (1247), Mesves et Maive (1640), Les Raffinats (1733) et Les Rafinas (Cassini).
Le 19 janvier 1882, le décret n°11,721 du Président de la République française annonce que la « commune de Mesves, canton de Pouilly, arrondissement des Cosne, département de la Nièvre » est renommée « Mesves-sur-Loire ».

## Histoire

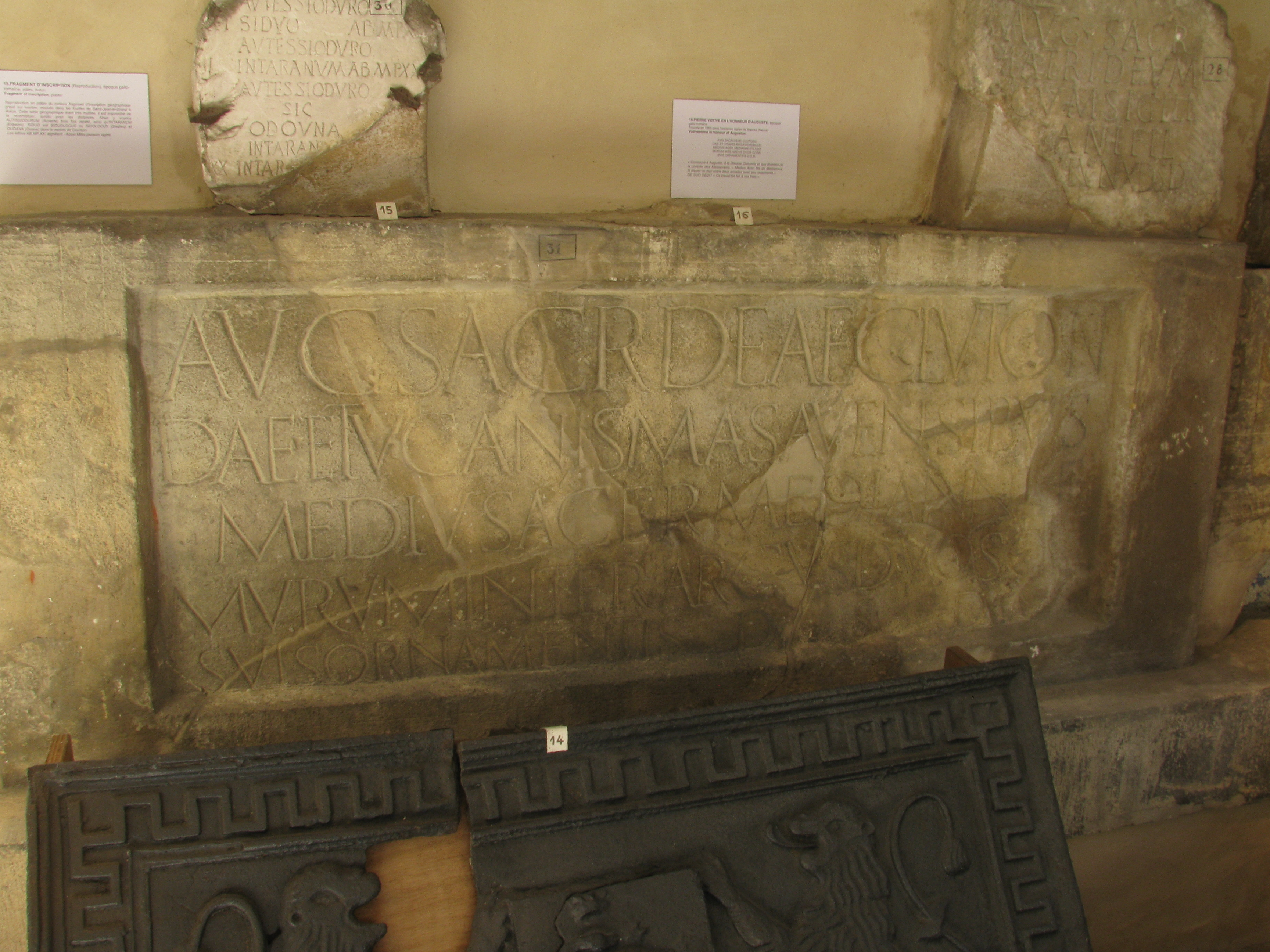
Pierre votive qui a permis d'identifier Mesves-sur-Loire avec Masava. Dépôt de la porte du Croux.

- Ancienne Masava[16], la localité figure sur la table de Peutinger. De nombreuses trouvailles gallo-romaines ont été faites sur ce site. Clutonda, déesse topique d'une source sacrée, y était vénérée.
- En 596 le règlement de saint Aunaire, 18e évêque d'Auxerre (572-605), inclut Mêve[17] dans les trente principales paroisses du diocèse[18].
- En 760, Pépin le Bref et son armée traverse ici la Loire pour aller combattre Waïfer, prince d'Aquitaine.
- En 1869-1870, Philippe de Bourgoing La Beaume, ancien écuyer de Napoléon III devenu maire de Mesves et député au corps législatif, fait construire le château de Mouron, au bord de la Loire, en s'inspirant du style Tudor[19].
- En 1832, le maire met en garde la population contre l’épidémie de choléra et indique comment s’en prémunir[20].
- Du 15 juin 1918 jusqu'en avril 1919, le corps expéditionnaire américain tient sur les communes de Mesves et de Bulcy un camp-hôpital, construit à partir du 7 février 1918. 38 000 soldats au total y sont soignés[21],[22].
- Au début de l’année 2019, lors de la cérémonie des vœux, le maire de la commune apprend à ses administrés qu’une ancienne habitante, décédée en 2018, a fait un legs de 4,5 millions d’euros à la commune[23].

## Politique et administration
| Période                                  | Période   | Identité      | Étiquette | Qualité  |
| ---------------------------------------- | --------- | ------------- | --------- | -------- |
| mars 2008                                | mars 2014 | Arlette Pons  |           | Retraité |
| mars 2014                                | en cours  | Bernard Gilot |           |          |
| Les données manquantes sont à compléter. |           |               |           |          |

## Démographie
L'évolution du nombre d'habitants est connue à travers les recensements de la population effectués dans la commune depuis 1793. Pour les communes de moins de 10 000 habitants, une enquête de recensement portant sur toute la population est réalisée tous les cinq ans, les populations de référence des années intermédiaires étant quant à elles estimées par interpolation ou extrapolation. Pour la commune, le premier recensement exhaustif entrant dans le cadre du nouveau dispositif a été réalisé en 2004.

En 2022, la commune comptait 656 habitants, en évolution de −7,21 % par rapport à 2016 (Nièvre : −3,28 %, France hors Mayotte : +2,11 %).
| 1793 | 1800 | 1806 | 1821 | 1831 | 1836 | 1841 | 1846 | 1851 |
| ---- | ---- | ---- | ---- | ---- | ---- | ---- | ---- | ---- |
| 626  | 456  | 600  | 726  | 676  | 743  | 761  | 870  | 896  |

| 1856 | 1861 | 1866 | 1872 | 1876 | 1881 | 1886 | 1891 | 1896 |
| ---- | ---- | ---- | ---- | ---- | ---- | ---- | ---- | ---- |
| 861  | 931  | 952  | 964  | 965  | 913  | 905  | 861  | 803  |

| 1901 | 1906 | 1911 | 1921 | 1926 | 1931 | 1936 | 1946 | 1954 |
| ---- | ---- | ---- | ---- | ---- | ---- | ---- | ---- | ---- |
| 835  | 833  | 816  | 720  | 700  | 624  | 598  | 555  | 492  |

| 1962 | 1968 | 1975 | 1982 | 1990 | 1999 | 2004 | 2006 | 2009 |
| ---- | ---- | ---- | ---- | ---- | ---- | ---- | ---- | ---- |
| 522  | 471  | 493  | 471  | 495  | 547  | 621  | 637  | 654  |

| 2014 | 2019 | 2022 | - | - | - | - | - | - |
| ---- | ---- | ---- | - | - | - | - | - | - |
| 699  | 667  | 656  | - | - | - | - | - | - |

## Lieux et monuments

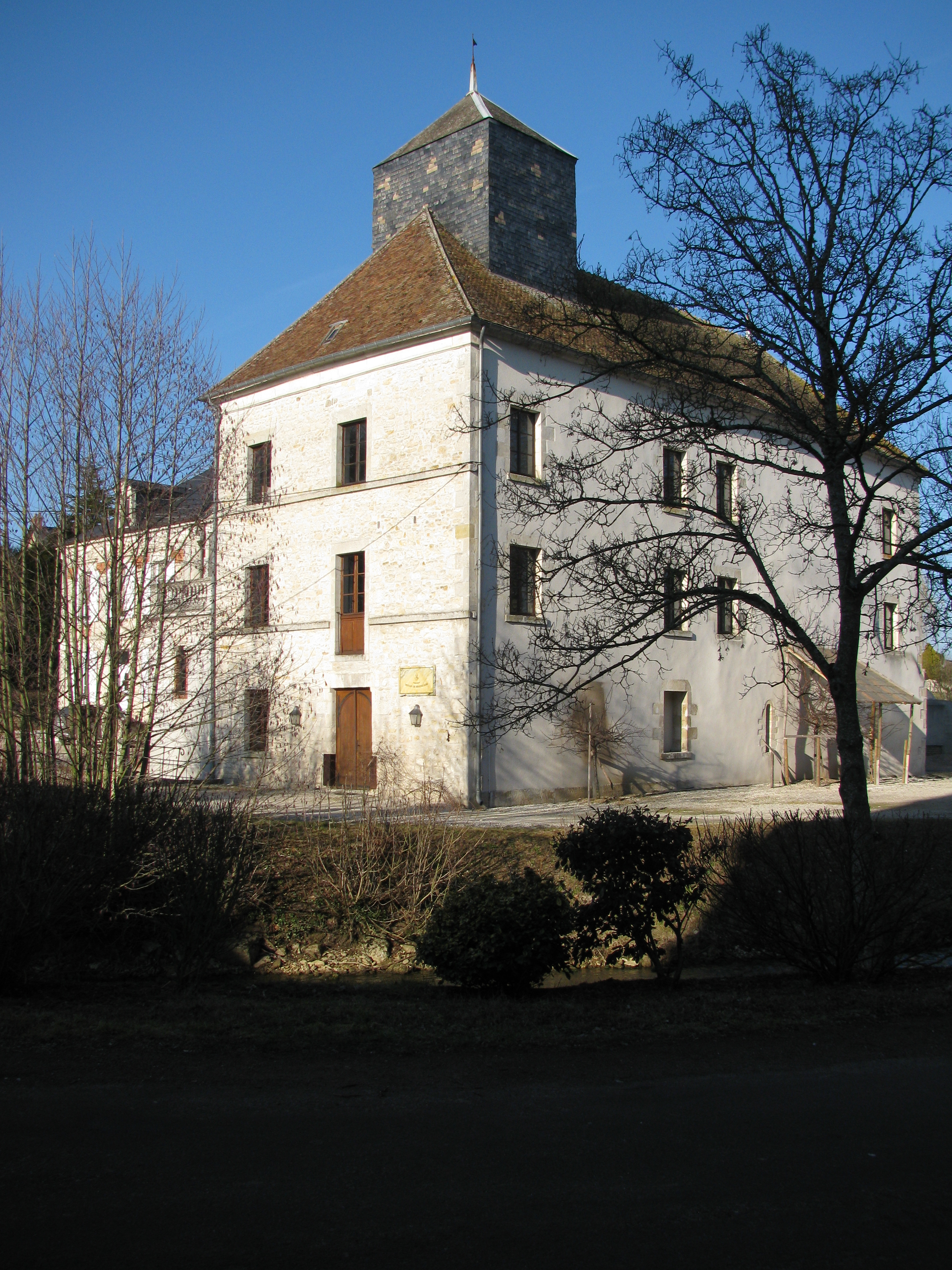
Le moulin de Beauregard, à Mesves-sur-Loire.

- Monument aux morts, réalisé par Alfred Pina avec des pierres de la carrière de Malvaux près de Bulcy en 1922. D'un style très dépouillé, la France est représentée par une jeune femme toute simple qui, à genoux la tête cachée dans ses bras, pleure ses enfants victimes de la guerre.
- Grange aux dîmes, XIIe siècle - XVIe siècle. Inscrite monument historique en 1984[28].
- Château de Mouron néo-Renaissance, construit fin XIXe siècle. Inscrit monument historique en 2006[29]. Il héberge aujourd'hui un institut médico-éducatif spécialisé pour enfants.

## Personnalités liées à la commune
- Le sculpteur statuaire italien Alfred Pina a vécu dans la commune de 1922 à sa mort en 1966. Auteur du monument aux morts de Mesves, il est enterré dans le cimetière communal, où se trouve également son ami de toujours l'artiste peintre Arduino Colato (1880-1954).